# Batalha de Suvali
A Batalha de Suvali ocorreu a 29/30 de novembro de 1612, na costa de Suvali, perto de Surate, Guzerate, Índia. Nesta batalha confrontaram-se quatro galeões da Companhia Britânica das Índias Orientais contra quatro naus e 26 barcas Portuguesas. Os ingleses saíram vitoriosos desta pequena batalha que terminou com o naufrágio de uma embarcação portuguesa.